# Riccardo Rossi (doppiatore)
Riccardo Rossi (Roma, 9 novembre 1963) è un doppiatore e direttore del doppiaggio italiano.

## Biografia e Carriera
Tra gli attori più frequentemente doppiati ci sono Adam Sandler, Ben Affleck e Johnny Depp (del quale condivide il doppiaggio con il cugino Fabio Boccanera), Sam Rockwell, Christian Bale, Mark Ruffalo, Cuba Gooding Jr., Matt Damon e Paul Walker; inoltre è sua la voce italiana di Tom Cruise nei film La guerra dei mondi e Mission: Impossible III.
Ha anche dato la voce a Simba de Il re leone nei film d'animazione e nelle serie, a Peter nell'anime Heidi, ad Ataru Moroboshi in Lamù, a Tyltyl ne L'uccellino azzurro, a Ryoga in Ranma ½ e al personaggio di Leon S. Kennedy in Resident Evil: Degeneration.
Nel 2009 ha vinto il premio Leggio d'oro alla migliore interpretazione maschile per il doppiaggio di Paul Walker in Fast & Furious - Solo parti originali.

## Vita privata
È fratello minore dei doppiatori Emanuela e Massimo Rossi. È cognato di Francesco Pannofino; inoltre, è cugino dei doppiatori Laura e Fabio Boccanera.

## Doppiaggio

### Film
- Adam Sandler in Big Daddy - Un papà speciale, Mr. Deeds, Ubriaco d'amore, Terapia d'urto, 50 volte il primo bacio, Spanglish - Quando in famiglia sono in troppi a parlare, L'altra sporca ultima meta, Cambia la tua vita con un click, Reign Over Me, Io vi dichiaro marito e... marito, Zohan - Tutte le donne vengono al pettine, Racconti incantati, Funny People, Un weekend da bamboccioni, Mia moglie per finta, Jack e Jill, Indovina perché ti odio, Un weekend da bamboccioni 2, Insieme per forza, Pixels, Top Five, The Ridiculous 6, Mr Cobbler e la bottega magica, Sandy Wexler, The Meyerowitz Stories, Murder Mystery, Diamanti grezzi, Hubie Halloween, Hustle, Murder Mystery 2, Non sei invitata al mio bat mitzvah, Spaceman, Un tipo imprevedibile 2
- Ben Affleck in Dogma, Pearl Harbor, Duetto a tre, Daddy & Them - Una famiglia di pecore nere, Ipotesi di reato, Jay & Silent Bob... Fermate Hollywood!, Amore estremo - Tough Love, Jersey Girl, Hollywoodland, Il diario di Jack, La verità è che non gli piaci abbastanza, State of Play, The Town, Argo, To the Wonder, Batman v Superman: Dawn of Justice, Suicide Squad, The Accountant, La legge della notte, Justice League, Triple Frontier, Il suo ultimo desiderio, Tornare a vincere, Zack Snyder's Justice League, Acque Profonde, The Last Duel, Il bar delle grandi speranze, Air - La storia del grande salto, The Flash, The Accountant 2
- Mark Ruffalo in Se mi lasci ti cancello, Collateral, Vizi di famiglia, The Avengers, Iron Man 3, Now You See Me - I maghi del crimine, Tutto può cambiare, Foxcatcher - Una storia americana, Teneramente folle, Avengers: Age of Ultron, Il caso Spotlight, Now You See Me 2, Thor: Ragnarok, Avengers: Infinity War, Captain Marvel, Avengers: Endgame, Shang-Chi e la leggenda dei Dieci Anelli, The Adam Project, Povere creature!, Mickey 17
- Johnny Depp in Il valzer del pesce freccia, Buon compleanno Mr. Grape, Don Juan De Marco - Maestro d'amore, Donnie Brasco, Los Angeles senza meta, La nona porta, The Astronaut's Wife - La moglie dell'astronauta, Il mistero di Sleepy Hollow, Blow, C'era una volta in Messico, Secret Window, Neverland - Un sogno per la vita, The Rum Diary - Cronache di una passione, Tusk, Yoga Hosers - Guerriere per sbaglio, Waiting for the Barbarians
- Christian Bale in American Psycho, Il regno del fuoco, Equilibrium, The Prestige, Quel treno per Yuma, Terminator Salvation, American Hustle - L'apparenza inganna, Il fuoco della vendetta - Out of the Furnace, The Promise, Hostiles - Ostili, Mowgli - Il figlio della giungla, Le Mans '66 - La grande sfida
- Sam Rockwell in Il miglio verde, Charlie's Angels, Confessioni di una mente pericolosa, L'assassinio di Jesse James per mano del codardo Robert Ford, Moon, Stanno tutti bene - Everybody's Fine, Cowboys & Aliens, A Single Shot, Poltergeist, Tre manifesti a Ebbing, Missouri, Jojo Rabbit, Omicidio nel West End, Argylle - La super spia
- Matt Damon in Geronimo, Il giocatore, Scoprendo Forrester, Passione ribelle, Ocean's Eleven - Fate il vostro gioco, Ocean's Twelve, Syriana, Ocean's Thirteen, Invictus - L'invincibile, Hereafter, Inside Job, Promised Land, Elysium, Interstellar, Dietro i candelabri, The Great Wall, La ragazza di Stillwater, Oppenheimer
- Cuba Gooding Jr. in Jerry Maguire, Qualcosa è cambiato, Instinct - Istinto primordiale, Rat Race, Mi chiamano Radio, The Fighting Temptations, Dirty - Affari sporchi, Il campeggio dei papà, Linewatch - La scelta, Gifted Hands - Il dono, Ticking Clock, The Hit List - Lista di morte, Machete Kills, Selma - La strada per la libertà
- Paul Walker in Kiss Me, Fast and Furious, 2 Fast 2 Furious, Timeline - Ai confini del tempo, Lazarus Project - Un piano misterioso, Fast & Furious - Solo parti originali, Takers, Fast & Furious 5, Fast & Furious 6, Brick Mansions, Fast & Furious 7
- Ryan Reynolds in Blade: Trinity, Amityville Horror, Un segreto tra di noi, Safe House - Nessuno è al sicuro, Self/less, Mississippi Grind, Woman in Gold, Criminal, Come ti ammazzo il bodyguard, Come ti ammazzo il bodyguard 2 - La moglie del sicario
- Christian Slater in Schegge di follia, I delitti del gatto nero, Robin Hood - Principe dei ladri, Una vita al massimo, Qualcuno da amare, Chi è Cletis Tout?, Un tuffo nel passato 2, Il presidente
- Emilio Estevez in St. Elmo's Fire, Il giallo del bidone giallo, Freejack - In fuga nel futuro, Palle in canna, Occhio al testimone, Cuba libre - La notte del giudizio
- Timothy Olyphant in Il risolutore, Tutte le cose che non sai di lui, La città verrà distrutta all'alba, Mother's Day, Snowden
- Mark Wahlberg in Ritorno dal nulla, Boogie Nights - L'altra Hollywood, The Yards, The Truth About Charlie, I Heart Huckabees - Le strane coincidenze della vita, Contraband
- Karl Urban in Il Signore degli Anelli - Le due torri, Il Signore degli Anelli - Il ritorno del re, Priest, The Loft, Hangman - Il gioco dell'impiccato, Bent - Polizia criminale
- Ewan McGregor in Black Hawk Down - Black Hawk abbattuto, Big Fish - Le storie di una vita incredibile, Sogni e delitti, The Impossible, I segreti di Osage County
- Jim Caviezel in High Crimes - Crimini di stato, Highwaymen - I banditi della strada, Bobby Jones, genio del golf, The Final Cut
- Matthew McConaughey in A proposito di donne, Come farsi lasciare in 10 giorni, Sahara, Rischio a due, A casa con i suoi, Tutti pazzi per l'oro, Tropic Thunder
- Nikolaj Coster-Waldau in La madre, Gods of Egypt, La fratellanza, Domino, The Silencing - Senza voce, Against the Ice
- Jeremy Sisto in The Other Side of the Door, Sballati d'amore - A Lot Like Love
- James Franco in Colpevole d'omicidio, Strafumati, In Dubious Battle - Il coraggio degli ultimi
- Damian Lewis in Il vento del perdono, Il traditore tipo, C'era una volta a... Hollywood
- Chiwetel Ejiofor in 2012, Salt, Sopravvissuti, Codice 999
- Joshua Jackson in Urban Legend, Ombre dal passato, Oltre i limiti, Karate Kid: Legends
- Vincent Cassel in I fiumi di porpora, La promessa dell'assassino, A Dangerous Method
- Bobby Cannavale in Il collezionista di ossa, Mosse vincenti, Tonya
- Hugh Jackman in Qualcuno come te, Scoop, Il ventaglio segreto
- Tom Cruise in La guerra dei mondi, Mission: Impossible III
- Jude Law in Gattaca - La porta dell'universo, Mezzanotte nel giardino del bene e del male
- Seth Green in Austin Powers - La spia che ci provava, Austin Powers in Goldmember
- Heath Ledger in 10 cose che odio di te, Casanova
- Dane Cook in Mr. Brooks, L'amore secondo Dan
- Stuart Townsend in La regina dei dannati, 24 ore
- Matt Dillon in Rusty il selvaggio, Insoliti criminali
- Bruce Ramsay in Alive - Sopravvissuti, Curdled - Una commedia pulp
- Dan Stevens in L'incredibile vita di Norman, Dickens - L'uomo che inventò il Natale
- John Ales ne Il professore matto, La famiglia del professore matto
- John Hawkes in Hardball, Identità
- Gérard Depardieu in CQ
- George Newbern in Il padre della sposa, Il padre della sposa 2
- Will Forte in MacGruber, Kinda Pregnant
- Billy Crudup in Sleepers, Blood Ties - La legge del sangue
- Tobias Menzies in Casino Royale, F1 - Il film
- Roy Snart in Pomi d'ottone e manici di scopa
- Roddy McDowall in Torna a casa, Lassie! (ridoppiaggio)
- Sean Frye in E.T. l'extra-terrestre
- Ralph Macchio ne I ragazzi della 56ª strada
- Norman Reedus in Gossip
- DMX in Ferite mortali
- Giuseppe Andrews in Cabin Fever
- Dougray Scott in Il gioco di Ripley
- Scott Schutzman Tiler in C'era una volta in America
- Bradford Bancroft in Bachelor Party - Addio al celibato
- Jason Gedrick ne L'aquila d'acciaio
- Robert Downey Jr. in Ehi... ci stai?
- Massimo Vanni in Zombi 3
- Rupert Graves in Una questione privata
- Travis Fine in La bambola assassina 3
- David Duchovny in Charlot
- Rob Schneider in Mamma, ho riperso l'aereo: mi sono smarrito a New York
- Will Smith in 6 gradi di separazione
- J. Trevor Edmond in Il ritorno dei morti viventi 3
- Dalton James in Ma dov'è andata la mia bambina?
- Julian Arahanga in Once Were Warriors - Una volta erano guerrieri
- Elden Henson in Piccoli grandi eroi
- Christopher Orr in Ducks - Una squadra a tutto ghiaccio
- David Conrad in Biancaneve nella foresta nera
- Marcello Thedford in Hollywood brucia
- Michael A. Goorjian in Pioggia infernale
- Chad E. Donella in Generazione perfetta
- Tim Guinee in Vampires
- Jeremy Northam in Emma
- Jamie Foxx in Un uomo in prestito
- Raymond Cruz in Qualcosa di personale
- Dan Futterman in Piume di struzzo
- Philip Seymour Hoffman in Magnolia
- Ryan Phillippe in Cruel Intentions - Prima regola non innamorarsi
- Jack Noseworthy in Giovani diavoli
- Alan Tudyk in 28 giorni
- Jason Statham in Snatch - Lo strappo
- Jeremy Piven in Quando l'amore è magia - Serendipity
- Jason Lee in Vanilla Sky
- Aidan Gillen in Due cavalieri a Londra
- Jonathan Rhys Meyers in Octane
- Jeremy Renner in S.W.A.T. - Squadra speciale anticrimine
- Steve Coogan ne Il giro del mondo in 80 giorni
- Rupert Penry-Jones in Match Point
- Kevin James in Hitch - Lui sì che capisce le donne
- Robert Brian Wilson in Natale di sangue
- Nathan Fillion in Serenity
- Alessandro Nivola in Grace Is Gone
- James McAvoy in The Last Station
- Joshua Leonard in Higher Ground
- Michael Vartan in Colombiana
- Andre Royo in Beautiful Boy
- Dermot Mulroney in The Wedding Date - L'amore ha il suo prezzo
- Darrell Hammond in Epic Movie
- Steve Howey in Horror Movie
- Ben Mendelsohn in Segnali dal futuro
- Tom Hiddleston in Midnight in Paris
- Zach Galifianakis in 5 giorni fuori
- Adrian Rawlins in The Raven
- Gad Elmaleh in Dream Team
- Rob Huebel in Che cosa aspettarsi quando si aspetta
- Jon Bernthal in Il grande match
- Channing Tatum in The Hateful Eight
- Carlos Sanz in Stronger - Io sono più forte
- Topher Grace in BlacKkKlansman
- Donnie Keshawarz in Ad Astra
- Jason Segel ne L'amico del cuore
- Garret Dillahunt in Ambulance
- David Thewlis in Enola Holmes 2
- Tim Blake Nelson in Ghosted
- Lee Han-garl in Bichunmoo
- Kim Soo-roh in Volcano High
- Dani Rovira in El Campeón
- Hansjörg Felmy in Due volte non si muore

### Film d'animazione
- Simba ne Il re leone, Il re leone II - Il regno di Simba, Il re leone 3 - Hakuna Matata
- Brontolone ne I Puffi, I Puffi 2
- Lord Beerus in Dragon Ball Z - La battaglia degli dei, Dragon Ball Z - La resurrezione di 'F'
- Matisse ne Gli Aristogatti
- Francesco ne Le avventure di Barbapapà
- Jorma in Hugo l'ippopotamo
- Nerigno ne La collina dei conigli
- Nicholas ne Gli orsetti del cuore - Il film
- Wataru ne Il vento dell'Amnesia
- Suneo in Doraemon nel paese preistorico
- Gregory in South Park - Il film: più grosso, più lungo & tutto intero
- Sheen in Jimmy Neutron - Ragazzo prodigio
- Bob in Jonah: un film dei Verdurini
- Davey (dialoghi) in Otto notti di follie
- Proteo in Sinbad - La leggenda dei sette mari
- Zino in Gaya
- Togusa in Ghost in the Shell - L’attacco dei Cyborg
- Leon S. Kennedy in Resident Evil: Degeneration
- Lars in Futurama - Il colpo grosso di Bender
- Carabiniere in Pinocchio (2012)
- John Greystoke in Tarzan (2013)
- Bruce Wayne/Batman in Batman Ninja
- Rex in Rex - Un cucciolo a palazzo
- Killian in Spie sotto copertura
- Mark in DC League of Super-Pets

### Serie televisive
- Stephen Amell in Arrow, The Flash, Legends of Tomorrow, Supergirl, Batwoman
- Mark Ruffalo in She-Hulk: Attorney at Law, Tutta la luce che non vediamo
- Damian Lewis in Band of Brothers - Fratelli al fronte, Billions
- Jeremy Sisto in Jesus, Giulio Cesare
- Mark Consuelos in Riverdale
- Josh Lucas in Il socio
- Rodrigo Santoro in Westworld - Dove tutto è concesso
- Jerry O'Connell in I viaggiatori
- Carmine Giovinazzo in CSI: NY
- Taylor Kinney in Chicago Fire
- Nikolaj Coster-Waldau in Il Trono di Spade
- Nick Wechsler in Revenge
- Tom Ellis in Rush
- Santiago Cabrera in Merlin
- Coby Bell in Squadra emergenza
- Paul McGillion in Stargate Atlantis
- Steve Valentine in Crossing Jordan
- Jon Seda in Homicide
- Marc Price in Casa Keaton
- Hendrik Duryn in Last Cop - L'ultimo sbirro
- Michael Landes in Le avventure di Hooten & the Lady
- Markus Knüfken in Hamburg Distretto 21
- Fabián Mazzei in Paso adelante
- Lee Tergesen in Desperate Housewives
- Michael Rapaport in Friends
- Yousef Sweid in Unorthodox
- Paul Kaye in After Life
- Vincent Londez in Lupin
- Lorenzo Flaherty in  Piazza di Spagna
- Aidan Gillen in Peaky Blinders
- Ali Savaşçı in The Family
- Keong Sim in Amiche per la morte - Dead to Me
- Keegan Allen in What/If
- Carlos Montilla in Cuore ferito
- Don Harvey in The Deuce - La via del porno
- Steve Kazee in Shameless
- Josh Duhamel in Jupiter's Legacy
- Joshua Jackson in Tanti piccoli fuochi
- Colin Donnell in Zero Day

### Serie animate
- Simba in Timon e Pumbaa, House of Mouse - Il Topoclub, The Lion Guard
- Goro, Sam Watson e Ken Watson in Sampei[2]
- Jeremy e Norman in Jenny la tennista (1ª vers. italiana)
- Peter in Heidi
- Vicky (2ª voce) in Vicky il vichingo
- Shorty in Jeeg robot d'acciaio
- Toppy in L'imbattibile Daitarn 3
- Neal in Candy Candy
- Johnny in Muteking
- Tyltyl ne L'uccellino azzurro
- Ataru Moroboshi in Lamù
- Narciso in C'era una volta... Pollon
- Lowell J. Gray in Lady Georgie
- Saburo in Mila e Shiro due cuori nella pallavolo
- Teo Sellers in Holly e Benji - Due fuoriclasse
- Ryoga Hibiki in Ranma ½
- Tweek Tweak (2ª voce) in South Park (doppiaggio SEFIT-CDC)
- Lucky Luke ne Le nuove avventure di Lucky Luke
- Dwayne (ep. 2x01), R.J., 'Quel Tizio', Paul Revere, Randy (ep. 6x25) e Flamo in Futurama[3]
- Rio in Hello! Spank
- Gah-ry in Kung Fu Panda - Mitiche avventure
- Oliver Queen/Green Arrow in Vixen
- Thorkell in Vinland Saga
- Sole in Pipì, Pupù e Rosmarina
- Dave SIlver in Mermaid Magic
- Ramy e Bran Bran in New Panty & Stocking with Garterbelt

### Videogiochi
- Simba adulto ne Il re leone: La grande avventura di Simba[4]
- Lazarus Jones in Ghosthunter[5]

### Pubblicità
- Spot TV Almaverde bio, Dacia, Kinder, Hyundai ed altri.

## Filmografia

### Televisione
- Qui squadra mobile - miniserie TV, quarta puntata, regia di Anton Giulio Majano (1973)
- L'assassinio dei fratelli Rosselli - miniserie TV, seconda puntata, regia di Silvio Maestranzi (1974)

### Cinema
- Torneranno i prati, regia di Ermanno Olmi (2014)

## Radio
- Sherlock Holmes in Sherlock Holmes: Uno studio in rosso di Arthur Conan Doyle (sceneggiato, 1999)
- Loris Bonomi in Blu Notte (Rai Radio 2)
- Procuratore Tolman ne L'alta cucina di Nero Wolfe di Rex Stout, adattamento e regia di Guido Piccoli (sceneggiato, Rai Radio 2, 2003)
- Dominique Noah ne Il ritorno di Belfagor di Antonella Ferrera e Cinzia Tani, regia di Italo Moscati (sceneggiato, Rai Radio 2, 2006)

## Programmi TV
- Walkie Talkie (Varietà, Rai, 1974)